# 화산역
화산역(Hwasan station, 花山驛)은 경상북도 영천시 화산면 유성리에 위치한 중앙선의 철도역이다.
1938년에 영업을 시작할 당시에는 경북화산역으로 개업했고, 1986년에 역사를 신축했다. 현재 여객 열차는 정차하지 않는다. 2024년 12월 20일에 도담 - 영천 구간이 완공되면서 폐역되었다.

## 역명 유래
조선시대에 신령군 소속 아촌면(牙村面)과 대량면(代良面), 영천군 소속 지림면(淽林面) 등으로 나뉘어 있다가 1914년에 아촌면, 대량면, 지림면과 북습면(北習面), 명산면(鳴山面) 일부를 합쳐 신령의 옛 이름인 화산(花山)면으로 개칭한데서 비롯되었다.

## 연혁
- 1938년 12월 1일 : 경북화산역으로 영업 개시 (무배치간이역 등급)[1]
- 1942년 4월 1일 : 역사 준공
- 1948년 8월 1일 : 보통역으로 승격
- 1955년 7월 1일 : 화산역으로 역명 변경[2]
- 1977년 5월 1일 : 화물 취급 중지[3]
- 1977년 5월 16일 : 수소 화물 취급 중지[4]
- 1986년 9월 21일 : 현재의 역사 준공
- 1997년 6월 1일 : 배치간이역으로 격하[5]
- 2007년 6월 1일 : 일반 열차 통과
- 2011년 10월 10일 : 무배치간이역으로 격하
- 2024년 9월 27일 : 폐역 고시[6]
- 2024년 12월 20일 : 폐역

## 사진

역사 (광장쪽)
역사 (선로쪽)
승강장
화산역 시비 (박해수 시인)